# Distretto di Derna
Il distretto di Derna (in arabo شعبية درنة‎?) è uno dei 22 distretti della Libia. Si trova nella regione storica della Cirenaica ed ha come capoluogo l'omonima città di Derna.